# Палтни, Ричард
Ричард Палтни (Richard Pulteney; 17 февраля 1730, Лафборо — 13 октября 1801, Бландфорд) — английский ботаник и врач.

## Биография
Занимался хирургией в Лестере, все свои досуги посвящал изучению ботаники, работы по которой доставили ему возможность быть принятым в члены Лондонского королевского общества и получить диплом доктора медицины в Эдинбургском университете. Затем Палтни поселился в Бландфорде, где и прожил до конца своей жизни. Написал двухтомный обзор научной деятельности Карла Линнея (фр. Revue générale des écrits de Linné), был одним из основателей Линнеевского общества, которому и завещал свой естественноисторический кабинет.
Умер в возрасте 71 года в 1801 году от воспаления лёгких. Его коллекция раковин и минералов, а также гербарий он оставил Линнеевскому обществу. Его гербарий находится сегодня в Британском музее.

## Труды
- «Revue générale des écrits de Linné»
- «Essais sur les progrès de la botanique en Angleterre»

Кроме того, Палтни напечатал статьи: «Sur le sommeil des plantes» и «Sur les plantes rares de Leicestershire», помещенные в сборниках Лондонского королевского общества, и нескольких статей в «Philosophical Magazine».

## Эпонимы
Джеймс Эдвард Смит назвал в его честь род Pultenaea семейства бобовых (Fabaceae).